# 1988 en els vols espacials
Aquest article és una llista d'esdeveniments de vols espacials relacionats que es van produir el 1988.

## Llançaments
| Data i hora (UTC)       | Coet | Coet                                            | Plataforma de llançament              | Plataforma de llançament              | LSP                                  | LSP                                  |
| ----------------------- | --- | ----------------------------------------------- | ------------------------------------- | ------------------------------------- | ------------------------------------ | ------------------------------------ |
| Data i hora (UTC)       | Càrrega útil | Operador                                        | Òrbita                                | Funció                                | Deteriorament (UTC)                  | Resultat                             |
| Data i hora (UTC)       | Comentaris |                                                 |                                       |                                       |                                      |                                      |
| 7 de juny 21:38:16      | Unió Soviètica - Soiuz-U2 | Unió Soviètica - Soiuz-U2                       | Unió Soviètica - Baikonur Site 1/5    | Unió Soviètica - Baikonur Site 1/5    | Unió Soviètica                       | Unió Soviètica                       |
| 7 de juny 21:38:16      | Unió Soviètica - Soiuz TM-5 |                                                 | Terrestre baixa (Mir)                 | Mir EP-2                              | 7 de setembre 00:48:38               | Reeixit                              |
| 7 de juny 21:38:16      | Vol tripulat llançant tres cosmonautes i aterrant dos, es van patir problemes informàtics durant la desorbitació gairebé va resultar en la pèrdua de la tripulació, i l'aterratge es va retardar en un dia |                                                 |                                       |                                       |                                      |                                      |
| 29 d'agost 04:23:11     | Unió Soviètica - Soiuz-U2 | Unió Soviètica - Soiuz-U2                       | Unió Soviètica - Baikonur Site 1/5    | Unió Soviètica - Baikonur Site 1/5    | Unió Soviètica                       | Unió Soviètica                       |
| 29 d'agost 04:23:11     | Unió Soviètica - Soiuz TM-6 |                                                 | Terrestre Baixa (Mir)                 | Mir EP-3                              | 21 de desembre 09:57:00              | Reeixit                              |
| 29 d'agost 04:23:11     | Vol tripulat amb tres cosmonautes, un va romandre a la Mir com a part del EO-3, primer viatger afganès a l'espai                                                                                           |                                                 |                                       |                                       |                                      |                                      |
| 29 de setembre 15:37:00 | Estats Units - Transbordador espacial Discovery | Estats Units - Transbordador espacial Discovery | Estats Units - Kennedy LC-39B         | Estats Units - Kennedy LC-39B         | Estats Units - United Space Alliance | Estats Units - United Space Alliance |
| 29 de setembre 15:37:00 | Estats Units - STS-26R | NASA                                            | Terrestre Baixa                       | Desplegament de satèl·lit             | 3 d'octubre 16:37:11                 | Reeixit                              |
| 29 de setembre 15:37:00 | Estats Units - TDRS-3 (TDRS-C) | NASA                                            | Geosíncrona                           | Comunicacions                         | En òrbita                            | Operational                          |
| 29 de setembre 15:37:00 | Vol tripulat amb cinc astronautes, primer vol espacial tripulat dels Estats Units després de l'accident del Challenger el 1986, El TDRS va ser desplegat utilitzant el Inertial Upper Stage                |                                                 |                                       |                                       |                                      |                                      |
| 15 de novembre 03:00:02 | Unió Soviètica - Enérguia | Unió Soviètica - Enérguia                       | Unió Soviètica - Baikonur Site 110/37 | Unió Soviètica - Baikonur Site 110/37 | Unió Soviètica                       | Unió Soviètica                       |
| 15 de novembre 03:00:02 | Unió Soviètica - Buran 1K1 |                                                 | Terrestre Baixa                       | Test flight                           | 06:26                                | Reeixit                              |
| 15 de novembre 03:00:02 | Unió Soviètica - 37KB No.3770 |                                                 | Terrestre Baixa (Buran)               | Test flight                           | 06:26                                | Reeixit                              |
| 15 de novembre 03:00:02 | Prova no tripulada, vol únic del Buran i vol final del Enérguia |                                                 |                                       |                                       |                                      |                                      |
| 26 de novembre 14:49:34 | Unió Soviètica - Soiuz-U2 | Unió Soviètica - Soiuz-U2                       | Unió Soviètica - Baikonur Site 1/5    | Unió Soviètica - Baikonur Site 1/5    | Unió Soviètica                       | Unió Soviètica                       |
| 26 de novembre 14:49:34 | Unió Soviètica - Soiuz TM-7 |                                                 | Terrestre Baixa (Mir)                 | Mir EO-4/EP-4                         | 27 d'abril 1989 02:57:58             | Reeixit                              |
| 26 de novembre 14:49:34 | Vol tripulat amb tres cosmonautes |                                                 |                                       |                                       |                                      |                                      |
| 2 de desembre 14:30:34  | Estats Units - Transbordador espacial Atlantis | Estats Units - Transbordador espacial Atlantis  | Estats Units - Kennedy LC-39B         | Estats Units - Kennedy LC-39B         | Estats Units - United Space Alliance | Estats Units - United Space Alliance |
| 2 de desembre 14:30:34  | Estats Units - STS-27R | NASA/NRO                                        | Terrestre Baixa                       | Desplegament de satèl·lit             | 6 de desembre 23:30:39               | Reeixit                              |
| 2 de desembre 14:30:34  | Estats Units - USA-34 (Lacrosse) | NRO/CIA                                         | Terrestre Baixa                       | Radar imaging                         | 25 de març 1997                      | Reeixit                              |
| 2 de desembre 14:30:34  | Vol tripulat amb cinc astronautes |                                                 |                                       |                                       |                                      |                                      |